# マーティン・アーチャー・シー
マーティン・アーチャー・シー（Sir Martin Archer Shee PRA FRS 、1769年12月23日 – 1850年8月13日）はアイルランド生まれの画家である。イングランドで肖像画家として働き、1830年から亡くなるまで、ロイヤル・アカデミー・オブ・アーツの会長を務めた。

## 略歴
ダブリンの代々続いた商人の家に生まれた。父親は画家になることに反対したが、ダブリンの芸術学校(Royal Dublin Society)で美術を学んだ後、ロンドンに移った。1788年にアイルランド出身の下院議員、エドマンド・バークに画家のジョシュア・レノルズを紹介され、レノルズの勧めで、ロイヤル・アカデミー・オブ・アーツの美術学校で学んだ。
1789年にアカデミーの展覧会に2点の作品を出展し、その年にアイルランドの女性と結婚した。その後も修行を続け、1798年にアカデミーの準会員に選ばれ、1800年に正会員に選ばれた。有名な肖像画家、ジョージ・ロムニーが引退した後、ロンドン、ウエスト・エンドのロムニーが住んでいた邸に移った。
マーティン・アーチャー・シーの肖像画は、同時代の肖像画家、トーマス・ローレンスに比べると人気は劣ったが、軍服姿の国王ウィリアム4世の肖像画や、上流階級の人々の肖像画を描いた。アカデミーの会員資格取得作品では歴史画も描いた。
1805年、1809年に詩集を出版し、詩人のバイロンから評価された。戯曲や小説も執筆した。
1830年にロイヤル・アカデミー・オブ・アーツの会長であったトーマス・ローレンスが亡くなった後、会長を継いだ。その少し後、ナイトの称号を受けた 。1831年に王立協会フェローに選ばれた。1842年から1849年の間は、王立バーミンガム芸術家協会の初代会長も務めた。
1845年に病気のためイングランド南東部のブライトンに引退し、そこで没した。

## 作品

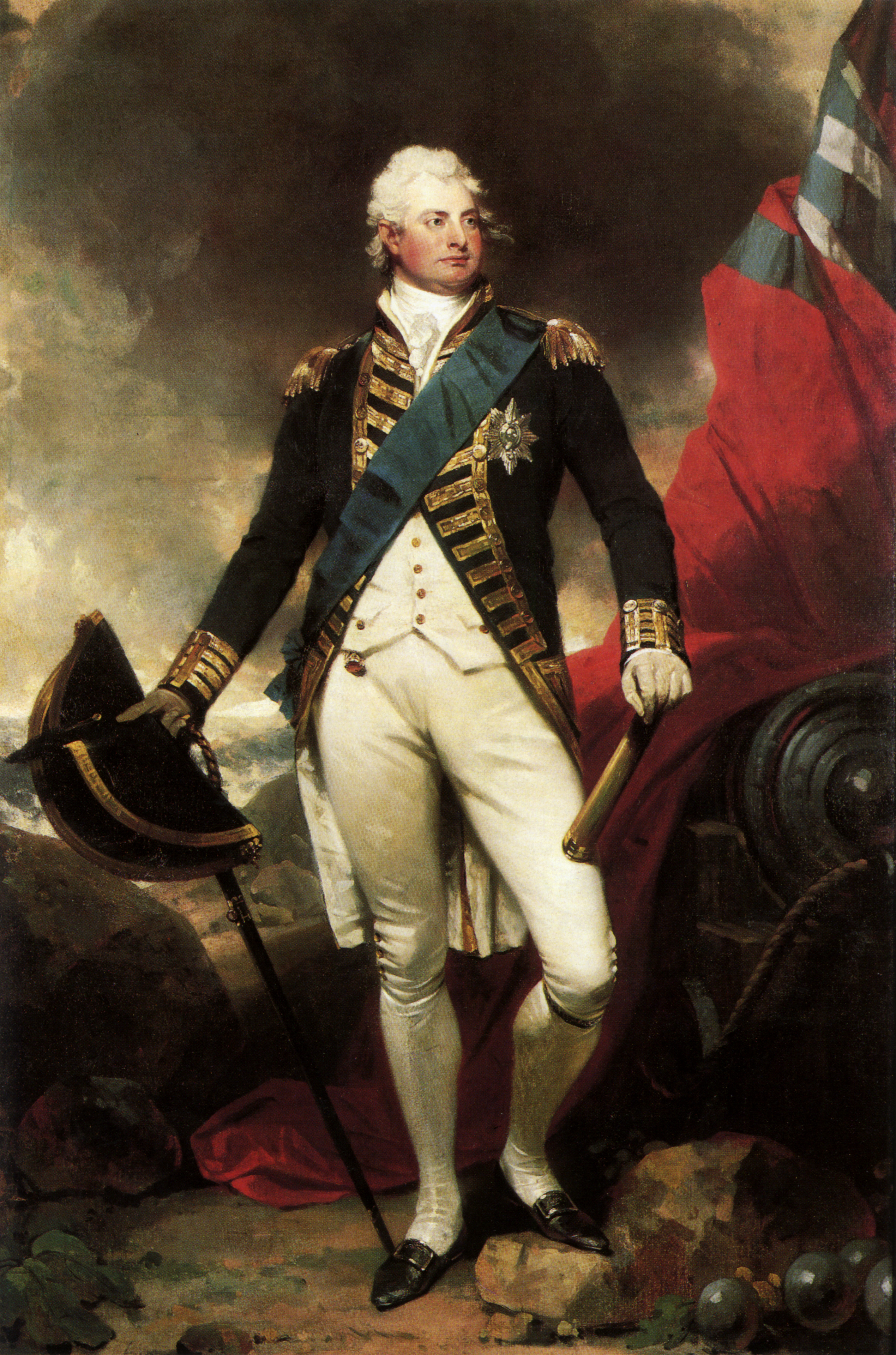
ウィリアム4世 (イギリス王) ナショナル・ポートレート・ギャラリー 蔵
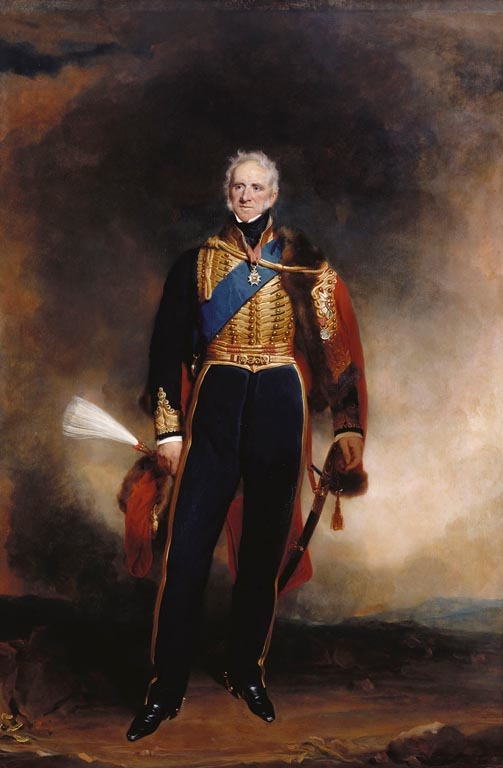
ヘンリー・パジェット (初代アングルシー侯爵) ロイヤル・コレクション 蔵
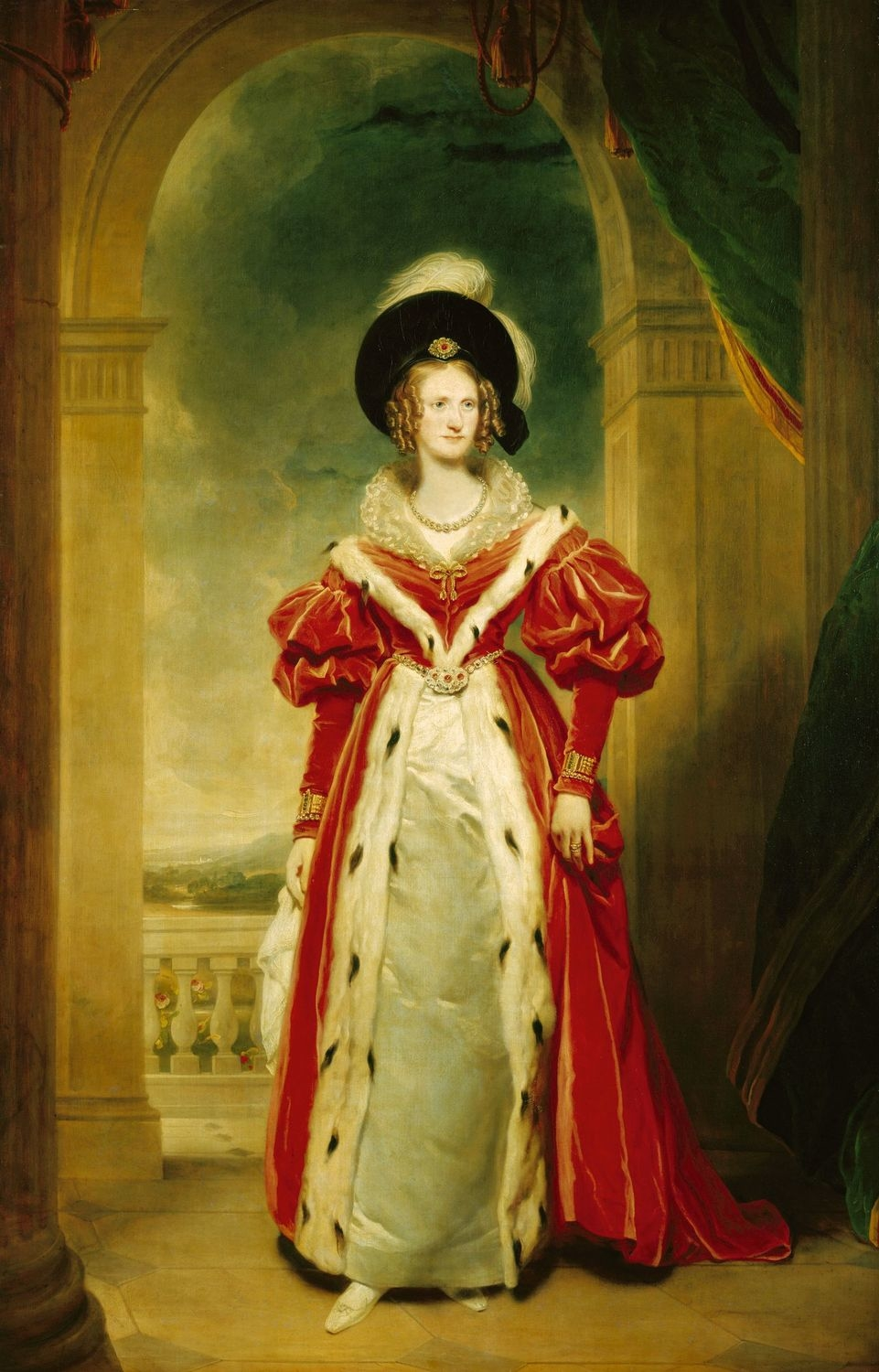
王妃アデレード・オブ・サクス＝マイニンゲン ロイヤル・コレクション 蔵
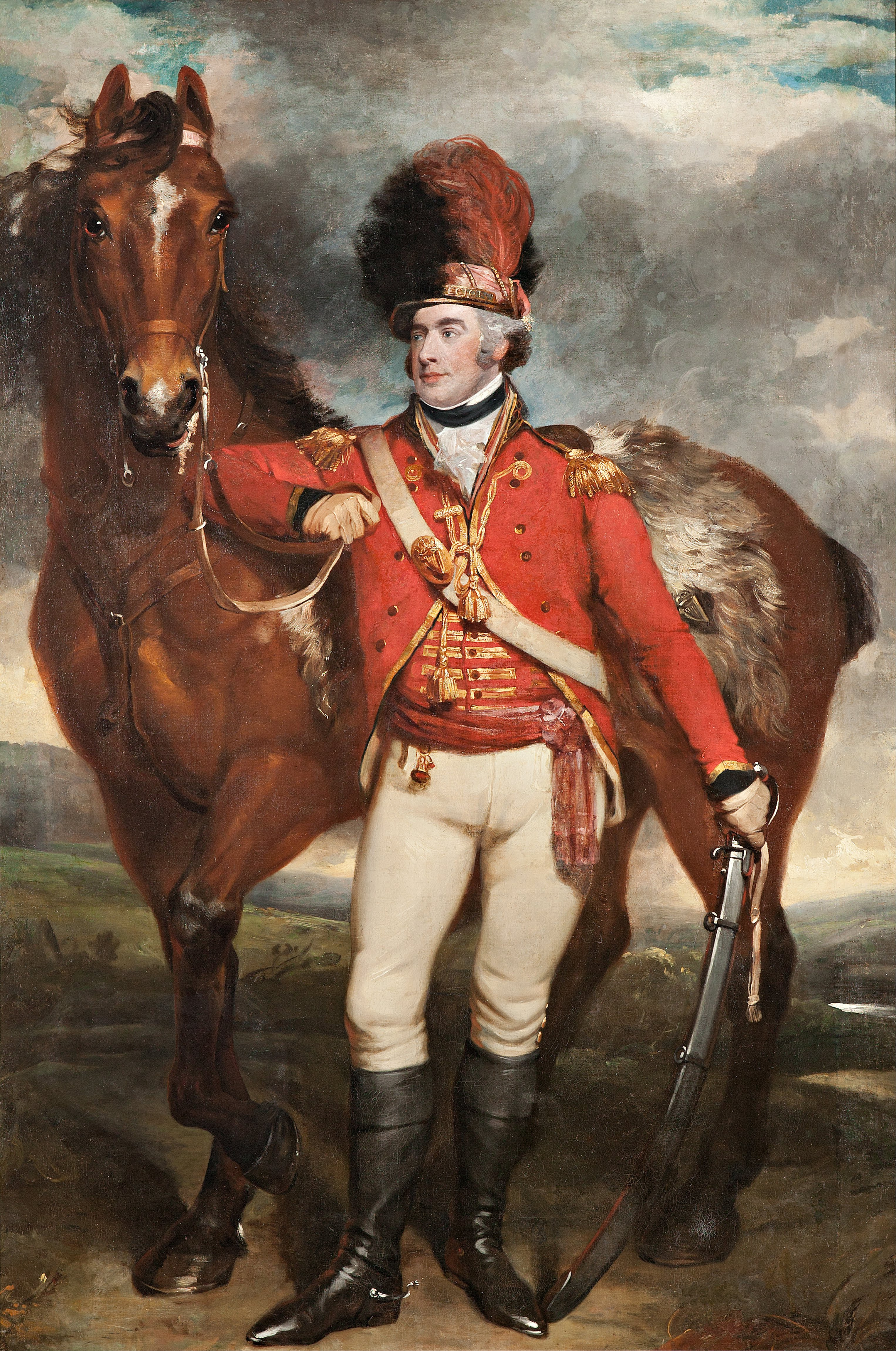
Major O'Shea of the Loyal Cork Legion 南オーストラリア美術館 蔵

## 文学作品
- Elements of art, a poem; in six cantos (1809)
- Rhymes on Art; Or, The Remonstrance of a Painter: in Two Parts (1809)
- The Commemoration of Reynolds: In Two Parts (1814)
- Oldcourt: Volume 1, Volume 2, Volume 3 (London : H. Colburn, 1829)
- Alasco: A Tragedy, in Five Acts (Sherwood, Jones, and co., 1824).
- 自伝:Martin Archer Shee, The Life of Sir Martin Archer Shee, Volume 1, Volume 2 (London: Longman, Green, Longman, and Roberts, 1860).[4]